# Gilles III de Beaumetz
Pour les articles homonymes, voir Beaumetz (homonymie).
Gilles III est né vers 1230. Il est le fils de Gilles II de Beaumetz et Jeanne de Bailleul, fille de Jacques Seigneur de Bailleul en Hainaut. Seigneur de Beaumetz et Bapaume.
Il a épousé Jeanne de Beauvoir ou Jeanne de Condé Beloeil.
Ils ont eu pour fille Marguerite de Beaumetz qui a épousé Jean Ier, Seigneur de Picquigny.